# Adrianus Eversen
Adrianus Eversen (Amsterdam, 13 januari 1818 - Delft, 1 december 1897) was een Nederlandse kunstschilder.

## Leven en werk
Adrianus Eversen werd in de 19e eeuw al gewaardeerd om het typisch Hollandse sfeerbeeld dat hij in zijn werk wist op te roepen. Als lid van Arti et Amicitiae behoorde hij tot de kunstenaarselite van zijn tijd.
Eversen was een evenknie van Cornelis Springer - beiden waren tezelfdertijd leerling van H.G. ten Cate - en schilderde net als deze veelal Oud-Hollandse stadsgezichten. In de keuze van zijn onderwerpen stond hij zich echter meer vrijheden toe. Hij schilderde grotendeels imaginaire stadsbeelden, samengesteld uit bestaande en verzonnen onderdelen, in tegenstelling tot de meer waarheidsgetrouwe Springer. Tevens was hij een leerling van Cornelis de Kruyff.
Mensen in hun dagelijks leven, Nederlandse architectuur in de stad en op het platteland en de lichtval van de zon speelden een grote rol in zijn werk.
Johannes Hendrik Eversen was een afstammeling van hem.

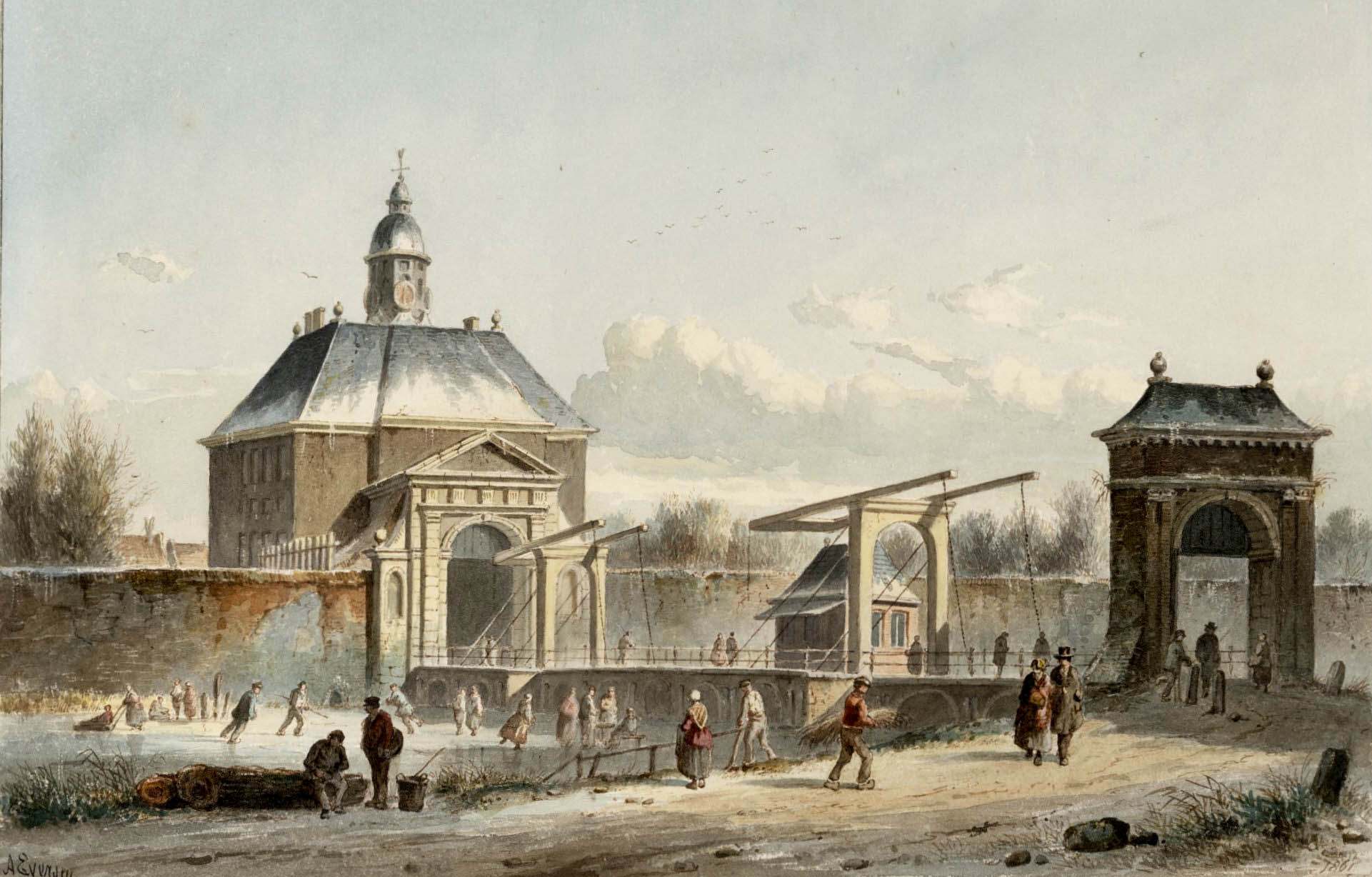
Weesperpoort in Amsterdam, 1850
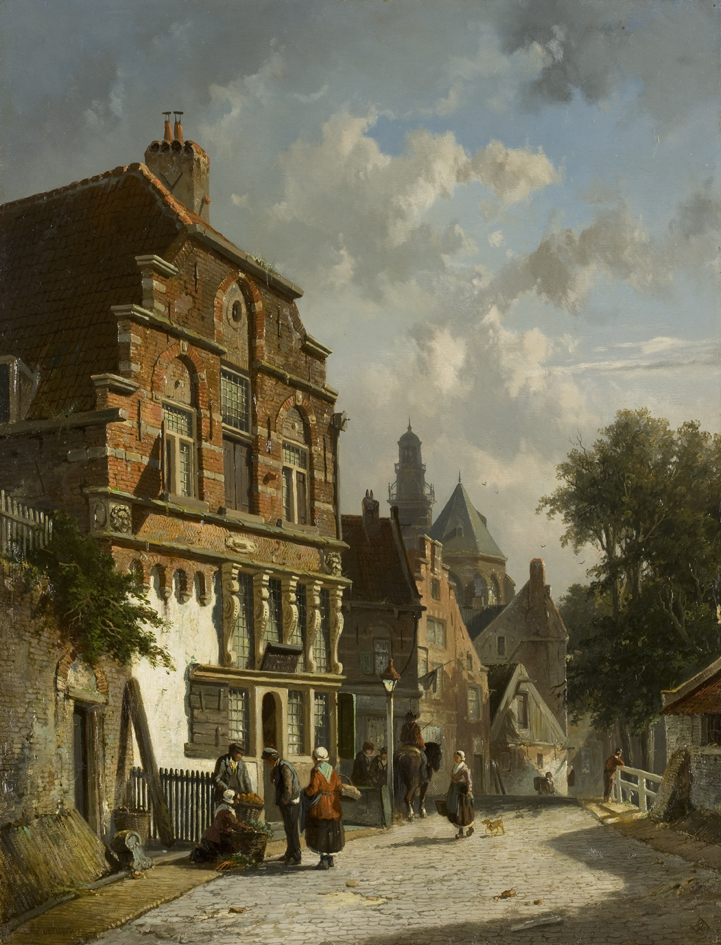
Stadsgezicht Oudewater, Groninger Museum
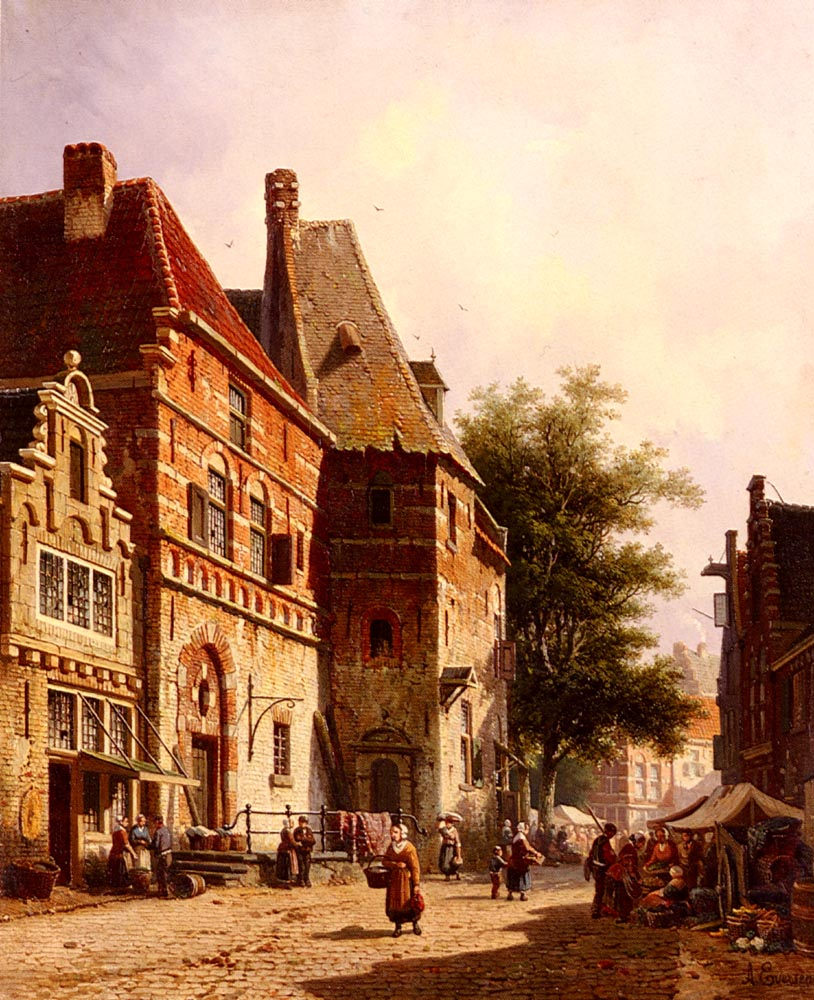
Zonovergoten straat op een marktdag
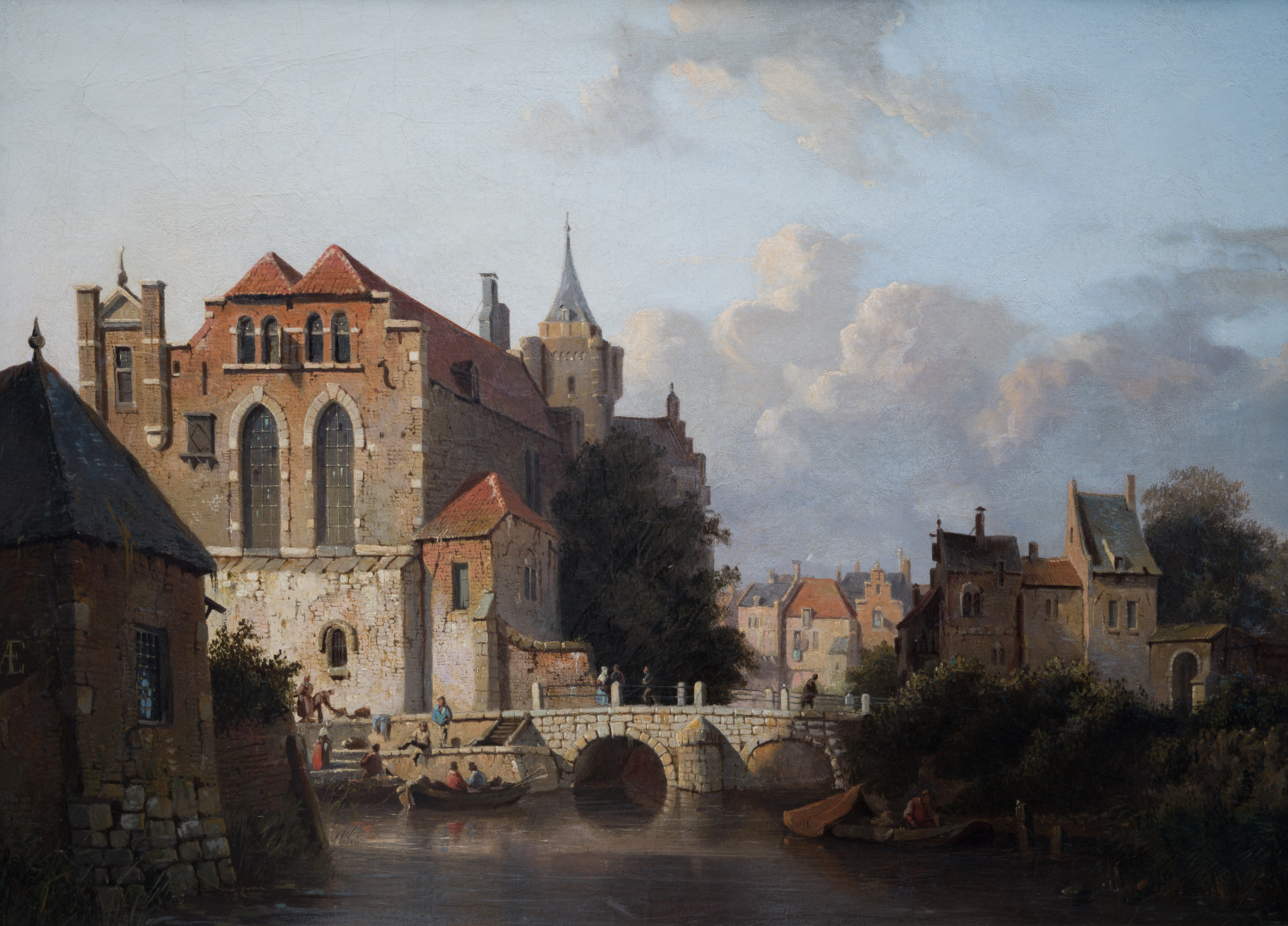
Een gracht in een Nederlandse stad met figuren en boten
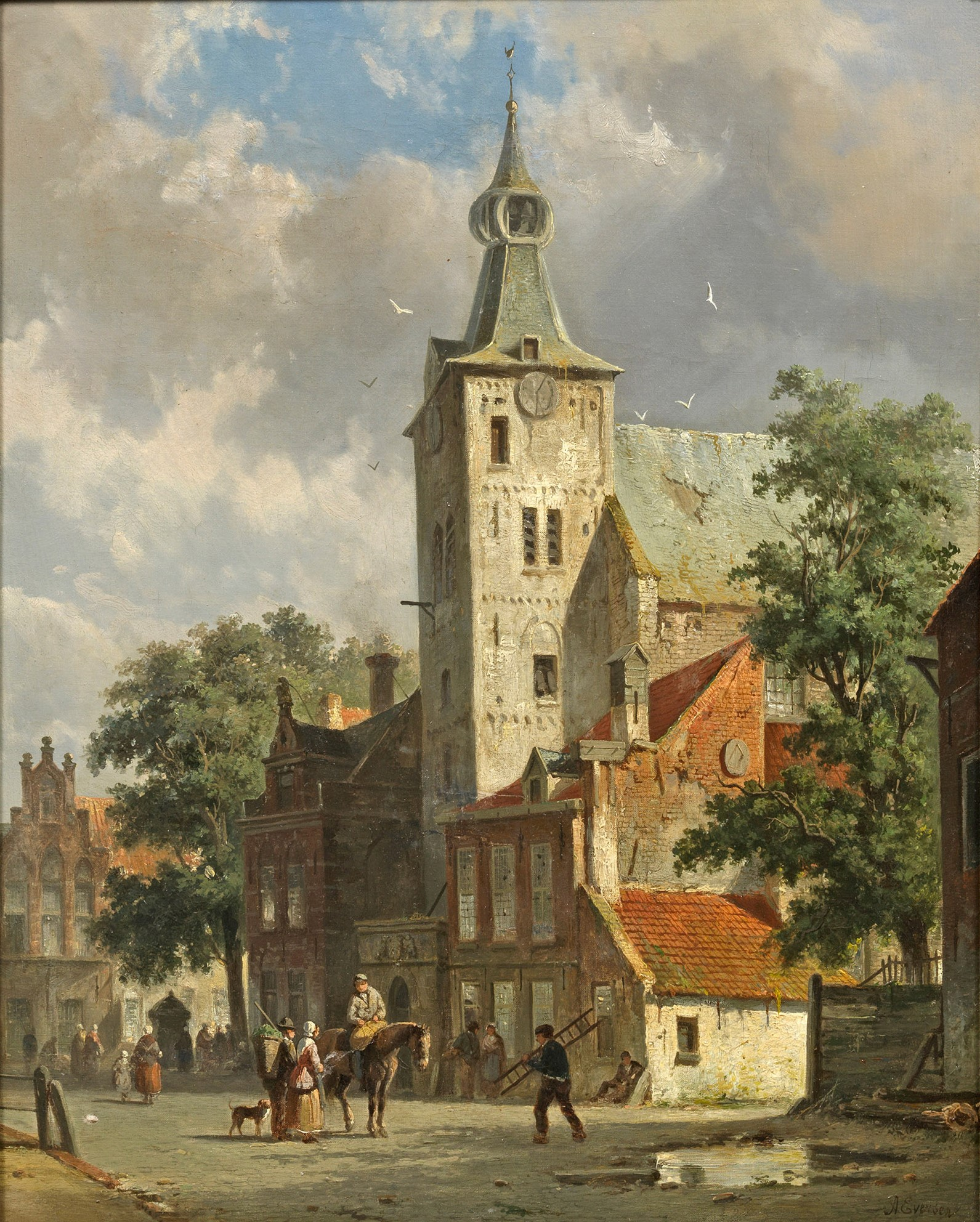
Hollands stadsgezicht, ca. 1870
Oude vrouw, Universiteitsbibliotheek Leiden